# Alex Kidd in Shinobi World
Alex Kidd in Shinobi World är ett sidscrollande actionplattformsspel utvecklat och utgivet av Sega. Det släpptes ursprungligen till konsolen Master System 1990, återutgavs senare till Wiis Virtual Console 2009 och ingår i Alex Kidd-serien. Trots att det utvecklades i Japan riktades det främst till marknaderna Nordamerika, Europa och Brasilien, där den amerikanska versionen producerades i begränsade upplagor. Spelkassetten är blå i USA och röd i Europa. 
Spelets titelfigur Alex Kidd medverkar i en version som parodierar mycket ur Shinobi, Segas actionspel med ninja-tema, där Alex Kidd fajtas mot karikatyrer av många av fienderna från Shinobi. Alex Kidd in Shinobi World är det sista spelet där Alex Kidd är huvudkaraktär. 

## Handling
En ond varelse känd som Hanzo the Dark Ninja flyr efter en 10 000 år lång fångenskap och kidnappar Alex Kidds nya flickvän från planeten Shinobi. Efter kidnappningen stöter Alex Kidd på spöket efter en forntida krigare som ursprungligen besegrade Dark Ninja, som förklarar att varelsen menar avser att offra Alex flickvän för att ta över världen. Anden till den forntida krigaren sammanför sig med Alex kropp, och lånar därmed ut sin styrka, sina färdigheter och sitt mod till Alex, som blir en skicklig ninja.

## Spelupplägg
Trots att spelet är del av Alex Kidd-serien är spelmekaniken i Shinobi World annorlunda jämfört med Alex Kidd in Miracle World, och är mer lik Master System-versionen av Shinobi. Alex Kidds primära attack är ett svärdhugg som kan användas både för att tillintetgöra fiender och öppna skattkistor. Inuti dessa kistor kan spelaren komma över föremål så som mer hälsa, kastpilar, ett mäktigare svärd, extraliv och en magisk kula som tillfälligt kan förvandla Alex Kidd till en osynlig tornado. Kastpilarna och svärdet kan båda ersätta Alex standardsvärd tills spelaren klarar banan eller besegrar en boss. Andra handlingar Alex Kidd kan utföra innefattar ett vägg-till-vägg hopp och förmågan att bli ett flygande eldklot efter att ha snurrat runt en vägpostering, ett rep eller en horisontell stång. 
Spelet består av fyra olika rundor som till vis del är baserade på uppdragen från det första Shinobi, som är uppdelade i tre banor. Den tredje banan i varje runda är en strid mot en boss. 
Alex startar varje runda med tre hit points, men kan fylla på sin hälsomätare till ett max på sex stycken. När spelaren har full hälsa kommer alla skattkistor som innehåller hjärtan att innehålla extraliv istället. När en boss besegras med full hälsa, får spelaren en ”Perfect Bonus” efter den avklarade rundan. Där finns också en ”Secret Bonus” om spelaren slutför en hel runda utan att träffas av sig eller förlora liv vid något tillfälle.    

## Mottagande
| Mottagande               | Mottagande      |
| Recensionsbetyg          | Recensionsbetyg |
| Publikation              | Betyg           |
| ------------------------ | --------------- |
| Computer and Video Games | 92%             |

Alex Kidd in Shinobi World blev hyllat bland kritiker vid dess utgivning. Tidskriften Computer and Video Games gav spelet en poäng på 92% i numret september 1990. Recensenten Robert Swan uttryckte att ”spelet är lysande! En kombination av Alex Kidd in Miracle World och Shinobi” som ”fungerar riktigt bra”. Han berömde spelbarheten som ”blir stegvis svårare allteftersom du fortskrider,” och avslutade med att det är ett ”väldigt bra spel” överlag. 1991 beskrev Computer and Video Games spelet som ”förmodligen det bästa i Alex-serierna hittills” och ”en hysterisk mix av Alex Kidd och Shinobi.” Sega Pro, tidskrift, gav spelet betyget 88% i dess premiärnummer i november 1991, och beskrev det som ett ”stort spel” med ”så mycket att göra att beroende är garanterat.”